# The Big Bad Swim
Pour plus de détails, voir Fiche technique et Distribution.
The Big Bad Swim est une comédie dramatique américaine réalisée par Ishai Setton et sortie en 2006.
Le sujet du film est un groupe d'adultes qui s'inscrivent à un cours de natation pour débutants. Le film se déroule dans le sud-est du Connecticut, dans la ville d'Uncasville. La première a eu lieu au Tribeca Film Festival 2006 et est sorti sur DVD en Amérique du Nord le 24 juillet 2007.

## Synopsis
Un groupe de personnes, dont chacune a peur de l'eau, rejoignent un cours de natation pour adultes. Amy Pierson (Paget Brewster) est une professeure de calcul en instance de divorce de son mari, Paul (Grant Aleksander). Noah Owens (Jeff Branson) est le professeur de la classe de natation qui lutte contre la dépression jusqu'à ce qu'il rencontre Jordan (Jess Weixler), une belle croupière de casino et danseuse exotique qui veut apprendre à nager. Les autres membres de la classe comprennent un flic (Kevin Porter Young), une femme arrogante qui sait déjà nager (Liza Lapira) et un couple marié (Todd Susman et Darla Hill). Le frère de Jordan, David (Avi Setton) et son odieux ami Hunter (Ricky Ullman) essaient de faire un documentaire sur elle.

## Fiche technique
- Titre original : The Big Bad Swim
- Réalisation : Ishai Setton
- Scénario : Daniel Schechter
- Photographie :
- Montage :
- Musique :
- Production :
- Pays de production : États-Unis
- Langue originale : anglais
- Format : couleur
- Genre :
- Durée :
- Dates de sortie :
  - États-Unis : 2006

## Distribution
- Paget Brewster : Amy Pierson
- Jeff Branson : Noah Owens
- Jess Weixler : Jordan Gallagher
- Raviv Ullman : Hunter McCarthy (comme Ricky Ullman)
- Avi Setton : David Gallagher
- Todd Susman : Martin Webber
- Kevin Porter Young : Carl
- Darla Hill : Joanna Webber
- Terria Joseph : Norah
- Liza Lapira : Paula
- Crystal Bock : Mary Beth
- Emma Adele Galvin : Jaime (comme Emma Galvin)
- Judy Cole : Rosy
- Ostaro : Efram
- Michael Mosley : Shawn
- Matt Servitto : Principal Miwaski
- Grant Aleksander : Paul Pierson
- Joanna Adler : Dr. Gaskill (comme Joanna P. Adler)
- Christopher Larkin : Cashier

## Récompenses et distinctions
The Big Bad Swim a remporté le prix du Meilleur Film Indépendant américain au Festival international du film de Fort Lauderdale.
- (en) The Big Bad Swim: Awards, sur l'Internet Movie Database

## Réception
Les critiques du film ont été positives. Depuis juillet 2020, trois des quatre critiques sur Rotten Tomatoes sont positives.